# Jonny Hector
Jonny Hector (né le 13 février 1964) est un joueur d'échecs suédois, détenteur des titres de grand maître international FIDE et ICCF. 
Né à Malmö en Suède, Jonny Hector a vécu de nombreuses années au Danemark. Il a appris les échecs relativement tard (à 14 ans) mais est vite devenu un fort joueur. Il est connu pour avoir un style très offensif et pour jouer des ouvertures assez inhabituelles.
Il a remporté quatre fois (en 2000, 2006, 2008 et 2012) la coupe Politiken organisée lors du festival d'échecs de Copenhague.
Il est champion de Suède en 2002. En 2022, il remporte à nouveau ce titre à Uppsala.

## Une partie d'exemple
Jonny Hector (Elo 2465)-Aleksandr Khalifman (Elo 2640), Tournoi WFW, Londres, 1991
Dans cette partie, Hector joue une ouverture très rare : le début Ponziani, auquel Khalifman réplique par la réponse la plus sûre 3…Cf6 (variante  Jaenisch)
1. e4 e5 2. Cf3 Cc6 3. c3 Cf6 4. d4 Cxe4 5. d5 Ce7 6. Cxe5 Cg6 7. Cxg6 hxg6 8. De2 De7 9. Ff4 d6 10. Ca3 Th5 11. 0-0-0 Tf5 12. De3 Cf6 13. Fb5+ Rd8 14. Df3 De4 15. Dxe4 Cxe4 16. Fe3 Cxf2 17. Fxf2 Txf2 18. Thf1 Txf1 19. Txf1 f5 20. Tf3 a6 21. Fd3 Re7 22. g4 fxg4 23. Tf1 Ff5 24. Rd2 Rd7 25. Cc4 Fe7 26. Ce3 Th8 27. Cxf5 Txh2+ 28. Rc1 gxf5 29. Fxf5+ Rd8 30. Fxg4 Ff6 31. Tf3 Tg2 32. Fe6 Th2 33. Th3 Txh3 34. Fxh3 b6 35. Ff1 a5 36. Rc2 Re7 37. b3 Fe5 38. c4 Rf6 39. Rd3 Rf5 40. Re3 g5 41. Fd3+ Rg4 42. Rf2 Rf4 43. Fg6 Fd4+ 44. Rg2 b5 45. Fe8 b4 ½- ½.